# Nodaria angulata
Nodaria angulata är en fjärilsart som beskrevs av Alfred Ernest Wileman och West 1930. Nodaria angulata ingår i släktet Nodaria och familjen nattflyn. Inga underarter finns listade i Catalogue of Life.